# Bolle di sapone (serie televisiva)
Bolle di sapone (Soap) è una serie televisiva statunitense in 89 (poi 93 per le repliche) episodi trasmessi per la prima volta nel corso di 4 stagioni dal 1977 al 1981.
È una sitcom che si rivela una parodia delle soap opera con la trama che, includendo elementi melodrammatici tipici di quel format, vanta diversi aspetti trattati con tono da sitcom come rapimenti alieni, possessioni demoniache, omicidi, sequestri di persona, impotenza, transessuali e la mafia. Nel 2007 è stata indicata dalla rivista Time come uno dei "100 migliori spettacoli televisivi di tutti i tempi". La serie fu creata, scritta e prodotta da Susan Harris e dai produttori esecutivi Paul Junger Witt (futuro marito della Harris) e Tony Thomas. Ogni stagione successiva alla prima veniva preceduta da una retrospettiva di 90 secondi della stagione precedente. Gli ultimi quattro episodi della serie andarono in onda con una durata di un'ora durante la prima televisiva sulla ABC. Questi episodi di un'ora furono successivamente divisi in due il che porta il numero totale degli episodi a 93 per le successive distribuzioni in syndication.

## Trama
Soap è ambientata nella città fittizia di Dunn's River, nel Connecticut e incentrata sulla famiglia dei Tate che vive in un quartiere ricco. Jessica Tate e suo marito, Chester, non sono certo modelli di fedeltà per le varie storie d'amore che hanno intrapreso nel corso del tempo e che hanno intrecciato con diverse disavventure familiari, tra cui l'omicidio del figliastro della sorella di lei Mary, Peter Campbell. I due hanno tre figli: la sexy Corinne, la conservatrice Eunice e lo scapestrato Billy. Nell'abitazione dei Tate vive anche il padre di Jessica, che viene soprannominato "il maggiore" perché è convinto di stare ancora in guerra e indossa l'uniforme in casa. Al gruppo è unito il maggiordomo di colore Benson (protagonista poi dello spin-off Benson, viene sostituito nel ruolo da Saunders). L'altra famiglia protagonista e quella dei Campbell, composta da Mary Campbell, sorella di Jessica, dal marito impiegato Burt e dai figli, il gay Jodie, il criminale Danny e il complessato Chuck, un ventriloquo che si esprime solo attraverso il suo manichino e alter ego Bob.
La serie vede numerose sottotrame al limite del surreale, il tutto strutturato in maniera appositamente contorta per parodiare le trame delle soap opera. Tra le numerose sottotrame che si sviluppano nel corso delle stagioni: Chester si trova coinvolto in un omicidio, poi perde la memoria rifacendosi una nuova vita come cuoco mentre la moglie Jessica si innamora del detective Donahue che indaga sul caso e poi scappa in Sud America al ritorno del marito; Eunice si innamora di Dutch Leitner, il killer assoldato da Chester; Corinne sposa un ex prete ma la figlia dei due si rivelerà posseduta dal demonio; Burt viene rapito dagli extraterrestri e rimpiazzato da un clone con cui Mary intrattiene rapporti sessuali estremi finendo per restare incinta dell'alieno.
All'inizio di ogni episodio, l'annunciatore Rod Roddy fornisce una breve descrizione della trama contorta degli episodi precedenti e osserva: "Confuso? Non lo sarai dopo l'episodio di questa settimana di Soap". Alla fine di ogni episodio, pone al pubblico una serie di domande sul destino dei personaggi della serie in uno stile volutamente impassibile del tipo: "Jessica scoprirà la storia di Chester?" e conclude con la frase "A queste domande, e a molte altre, verrà data risposta nella prossima puntata di Soap"

## Controversie
Lo spettacolo è stata oggetto di diverse controversie durante la sua trasmissione. Spesso generò critiche per le sue rappresentazioni relativamente franche degli omosessuali, delle minoranze razziali ed etniche, dei malati mentali, nonché per aver trattato di altri temi tabù come la differenza tra le classi sociali, l'infedeltà coniugale, l'incesto, le molestie sessuali, lo stupro, rapporti sessuali tra studente e insegnante. Gran parte della critica era diretta verso il personaggio apertamente gay di Jodie Dallas (Billy Crystal). Soap fu tra le prime serie statunitensi in prima serata ad includere un personaggio apertamente gay che svolgeva un ruolo importante nella trama generale. Alcuni attivisti per i diritti dei gay sostennero che certi sviluppi narrativi rinforzavano gli stereotipi negativi nei confronti dell'omosessualità.

## Personaggi e interpreti

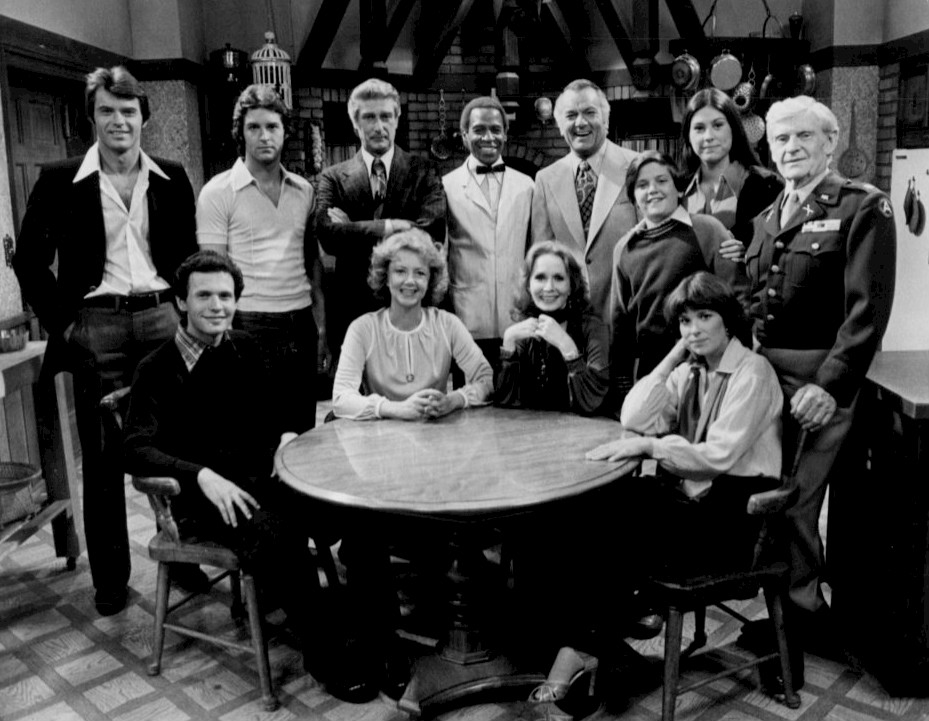
Il cast della prima stagione.

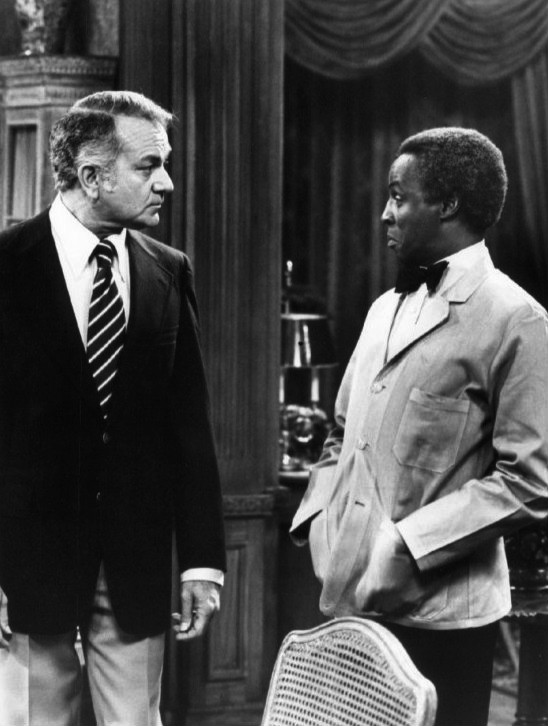
Chester e Benson

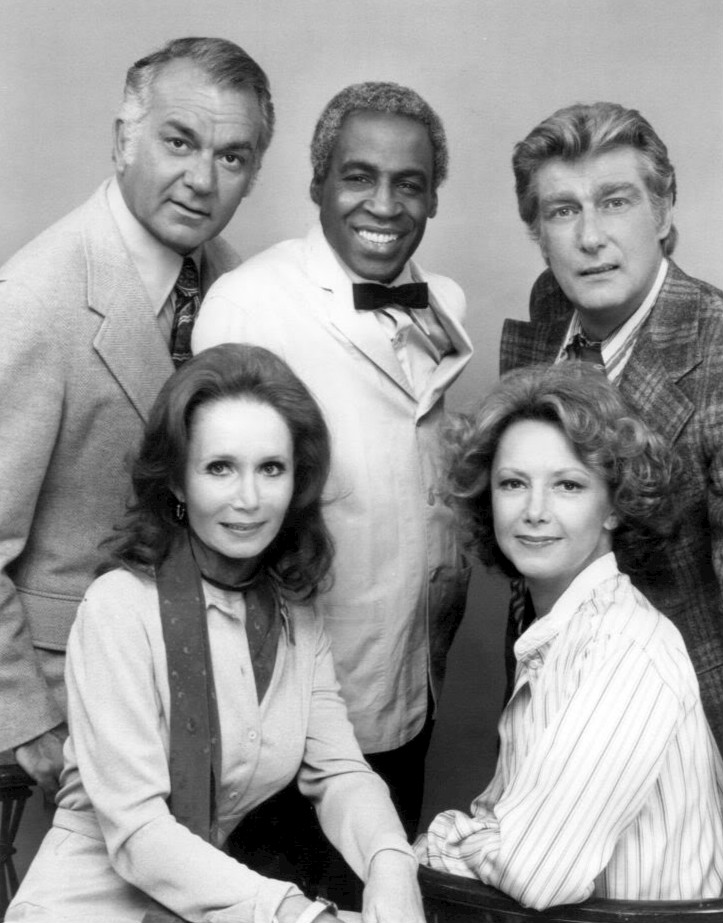
I Tate e i Campbell con Benson.

Il cast comprende tre ex attori di soap opera. Robert Mandan (che interpreta Chester Tate) aveva precedentemente recitato in Aspettando il domani (Search for Tomorrow) e Donnelly Rhodes (che interpreta Leitner) aveva interpretato il primo marito di Katherine Chancellor in Febbre d'amore (The Young and the Restless). Infine Arthur Peterson, Jr. ("The Major") aveva interpretato il reverendo John Ruthledge nella versione radiofonica di Sentieri (Guiding Light).

### Personaggi principali
- Jessica Tate (stagioni 1-4), interpretata da Katherine Helmond.
- Burt Campbell (stagioni 1-4), interpretato da Richard Mulligan.
- Mary Campbell (stagioni 1-4), interpretata da Cathryn Damon.
- Annunciatore (stagioni 1-4), interpretato da Rod Roddy.
- Danny Dallas (stagioni 1-4), interpretato da Ted Wass.
- Jodie Dallas (stagioni 1-4), interpretato da Billy Crystal.
- Chester Tate (stagioni 1-4), interpretato da Robert Mandan.
- Eunice Tate (stagioni 1-4), interpretata da Jennifer Salt.
- Billy Tate (stagioni 1-4), interpretato da Jimmy Baio.
- Corinne Tate-Flotsky (stagioni 1-3), interpretata da Diana Canova.
- Il maggiore (stagioni 1-4), interpretato da Arthur Peterson.
- Bob Campbell (stagioni 1-4), interpretato da Jay Johnson.
- Benson DuBois (stagioni 1-3), interpretato da Robert Guillaume.
- Dutch Leitner (stagioni 2-4), interpretato da Donnelly Rhodes.
- Padre Timothy Flotsky (stagioni 1-2), interpretato da Sal Viscuso.

### Personaggi secondari
- Carol David (stagioni 2-4), interpretata da Rebecca Balding.
- Leslie Walker (stagioni 3-4), interpretata da Marla Pennington.
- E. Ronald Mallu (stagioni 2-4), interpretato da Eugene Roche.
- Detective Donahue (stagioni 2-3), interpretato da John Byner.
- Elaine Lefkowitz-Dallas (stagione 2), interpretata da Dinah Manoff.
- Saunders (stagione 4), interpretato da Roscoe Lee Browne.
- Capitano Tinkler (stagione 1), interpretato da Gordon Jump.
- Carlos 'El Puerco' Valdez (stagione 4), interpretato da Gregory Sierra.
- Dennis Phillips (stagione 1), interpretato da Bob Seagren.
- Annie Selig (stagione 4), interpretata da Nancy Dolman.
- Maggie Chandler (stagione 4), interpretata da Barbara Rhoades.
- Polly Dawson (stagioni 3-4), interpretata da Lynne Moody.
- Alice (stagione 3), interpretata da Randee Heller.
- Ingrid Swenson (stagione 2), interpretata da Inga Swenson.
- Dottor Alan Posner (stagione 4), interpretato da Allan Miller.
- Sally (stagione 2), interpretata da Caroline McWilliams.
- Peter 'The Tennis Player' (stagione 1), interpretato da Robert Urich.
- Gwen (stagione 4), interpretata da Jesse Welles.
- Mr. Franklin (stagione 2), interpretato da Howard Hesseman.
- Giudice Petrillo (stagione 2), interpretato da Charles Lane.
- Juan One (stagione 4), interpretato da Joe Mantegna.
- Saul (stagione 3), interpretato da Jack Gilford.
- Millie (stagione 3), interpretata da Candice Azzara.
- Mrs. David (stagioni 3-4), interpretata da Peggy Pope.
- Claire (stagione 1), interpretata da Kathryn Reynolds.
- Walter McCallam (stagione 1), interpretato da Edward Winter.
- Dottor Medlow (stagione 1), interpretato da Byron Webster.
- Dottor Hill (stagione 4), interpretato da Granville Van Dusen.
- Perkins (stagione 4), interpretato da Sheldon Feldner.
- Mel (stagione 2), interpretato da Frank Coppola.
- The Godfather (stagione 1), interpretato da Richard Libertini.
- Barney Gerber (stagione 1), interpretato da Harold Gould.
- Il dottore (stagioni 3-4), interpretato da Richard McKenzie.
- Charles Lefkowitz (stagione 2), interpretato da Sorrell Booke.
- Mrs. Fine (stagione 1), interpretata da Nita Talbot.
- Marilyn McCallam (stagione 1), interpretata da Judith-Marie Bergan.
- Infermiera (stagione 4), interpretata da Debbie Combs.
- Giudice Betty Small (stagione 4), interpretata da Rae Allen.
- F. Peter Haversham (stagione 4), interpretato da Michael Durrell.
- Flo Flotsky (stagione 2), interpretata da Doris Roberts.
- The Devil (stagione 3), interpretato da Tim McIntire.

## Produzione
La serie, ideata da Susan Harris, fu prodotta da Witt/Thomas/Harris Productions e girata negli studios della Columbia/Sunset Gower a Hollywood in California. Le musiche furono composte da George Aliceson Tipton.

### Registi
Tra i registi sono accreditati:
- Jay Sandrich in 55 episodi (1977-1979)
- J.D. Lobue in 29 episodi (1979-1981)

### Sceneggiatori
Tra gli sceneggiatori sono accreditati:
- Susan Harris in 83 episodi (1977-1981)
- Stu Silver in 50 episodi (1978-1981)
- Dick Clair in 13 episodi (1980-1981)
- Jenna McMahon in 13 episodi (1980-1981)
- Danny Jacobson in 7 episodi (1981)
- Tony Lang in 6 episodi (1977)
- Barry Vigon in 5 episodi (1981)
- Jordan Crittenden in 4 episodi (1978)

## Distribuzione
La serie fu trasmessa negli Stati Uniti dal 13 settembre 1977 al 20 aprile 1981 sulla rete televisiva ABC. In Italia è stata trasmessa su RaiUno con il titolo Bolle di sapone.
Alcune delle uscite internazionali sono state:
- negli Stati Uniti il 13 settembre 1977 (Soap)
- nel Regno Unito il 15 settembre 1978
- in Svezia il ottobre 1978 (Lödder)
- nei Paesi Bassi l'11 ottobre 1979
- in Germania Ovest il 31 gennaio 1981 (Die Ausgeflippten o Soap oder trautes Heim)
- in Francia il 28 novembre 1984 (Soap)
- in Spagna (Enredo)
- in Norvegia (Forviklingar)
- in Finlandia (Kupla)
- in Danimarca (Skum)
- in Italia (Bolle di sapone)
- nel Peru ("Dos Locas Familias") America Televisión

## Episodi
| Stagione         | Episodi | Prima TV USA | Prima TV Italia |
| ---------------- | ------- | ------------ | --------------- |
| Prima stagione   | 25      | 1977-1978    |                 |
| Seconda stagione | 22      | 1978-1979    |                 |
| Terza stagione   | 22      | 1979-1980    |                 |
| Quarta stagione  | 16      | 1980-1981    |                 |